# Sandefjord Lufthavn, Torp
Sandefjord Lufthavn Torp, (IATA: TRF, ICAO: ENTO) er en international lufthavn 7,4 kilometer nordøst for Sandefjord, 118 kilometer syd for Oslo, Norge. I 2009 havde lufthavnen 1.842.561 passagerer og 40.952 flyankomster og -afgange. Sandefjord betjener Telemarken og Vestfold som regional lufthavn og Østlandet som lavprislufthavn
Der er tale om den største kommercielle lufthavn i landet, der ikke er ejet af det statslige Avinor.

## Historie
Lufthavnen blev bygget for penge fra NATO lige efter 2. verdenskrig og skulle bruges af en USA ledet NATO styrke og det norske Luftforsvaret. Efter lange og hårde forhandlinger blev det i 1958 tilladt at bruge området til civilt rutetrafik, og der blev bygget en civil passagerterminal.
Navnet Torp kommer fra den tidligere norske statsminister Oscar Torp.

## Flyselskaber og destinationer
| Flyselskaber | Destinationer |
| ------------ | --- |
| KLM          | Amsterdam |
| Norwegian    | Alicante |
| Ryanair      | Alghero, Alicante, Barcelona-Girona, Bremen, Edinburgh, Frankfurt-Hahn, Liverpool, London-Stansted, Milan-Bergamo |
| Widerøe      | Bergen, Bodø [sæson], København, Stavanger, Tromsø [sæson], Trondheim                                             |
| Wizz Air     | Gdańsk, Katowice, Poznań, Warszawa, Wroclaw                                                                       |

## Passagertal
| År   | Indenrigs | Udenrigs  | Total     |
| 2003 | 341 136   | 756 604   | 1 097 740 |
| 2004 | 341 518   | 742 715   | 1 084 233 |
| 2005 | 340 535   | 869 827   | 1 210 362 |
| 2006 | 323 108   | 977 654   | 1 300 762 |
| 2007 | 344 488   | 1 174 817 | 1 519 305 |
| 2008 | 314 984   | 1 257 958 | 1 572 942 |
| 2009 | 341 814   | 1 500 497 | 1 842 311 |